# Kubuntu
Kubuntu（クブントゥ、/kuːˈbuːntuː/; koo-BOON-too）は、Ubuntuのデスクトップ環境をKDEに置き換えた、Linuxディストリビューションの一つである。
現在のKubuntuは、Kubuntuコミュニティにより開発されている。日本語を含む多言語に対応している。

## 名称の由来
Kubuntuという名称は、派生元のLinuxディストリビューションであるUbuntuとKDEデスクトップ環境の K を組み合わせたものであり、ベンバ語では他者への思いやりを持つ（英: towards humanity）を意味する。偶然にも、Kubuntu という単語はルンディ語やルバ語においては無料という意味もある。

## KubuntuとUbuntuの比較
二つのディストリビューションの主な共通点と相違点は、次の通り。
| ソフトウェア       | Ubuntu                     | Kubuntu                    |
| ------------------ | -------------------------- | -------------------------- |
| カーネル & Core    | Linux Kernel & Ubuntu Core | Linux Kernel & Ubuntu Core |
| ウィンドウシステム | X.Org ServerまたはWayland  | X.Org ServerまたはWayland  |
| サウンド           | PipeWire                   | PipeWire                   |
| デスクトップ       | GNOME                      | Plasma Desktop             |
| ツールキット       | GTK                        | Qt                         |
| ウェブブラウザ     | Firefox                    | Firefox                    |
| オフィススイート   | LibreOffice                | LibreOffice                |
| 電子メール & PIM   | Thunderbird                | Thunderbird                |

## 必要環境
デスクトップ版
- プロセッサ:2 GHzデュアルコア（x86_64）
- 4 GiBのメモリ
- 25GBのディスクスペース
- 1024×768の解像度が利用可能なグラフィックスカード
- インターネット接続（推奨）
- 3Dアクセラレーション対応、ビデオメモリ256MB以上（推奨）

## 歴史
バージョン8.04までは、Ubuntuと同じように日本におけるUbuntuのローカルコミュニティチーム Ubuntu Japanese Teamにより、日本語サポートを強化した日本語ローカライズ版のKubuntuが作成されていた。
Kubuntu 8.04以前はKDE 3を搭載していた。Kubuntu 8.04 KDE 4.0 Remix及びKubuntu 8.10以降はKDE 4を搭載している。Kubuntu 15.04以降はKDE Plasma 5を搭載している。Kubuntu 24.10以降はKDE Plasma 6を搭載している。
2012年2月7日、カノニカルはKubuntuの金銭的サポートを終了し、完全にコミュニティーベースの開発になった。その後、Blue SystemsがKubuntuプロジェクトの新たなスポンサーに就いた。

### スクリーンショット

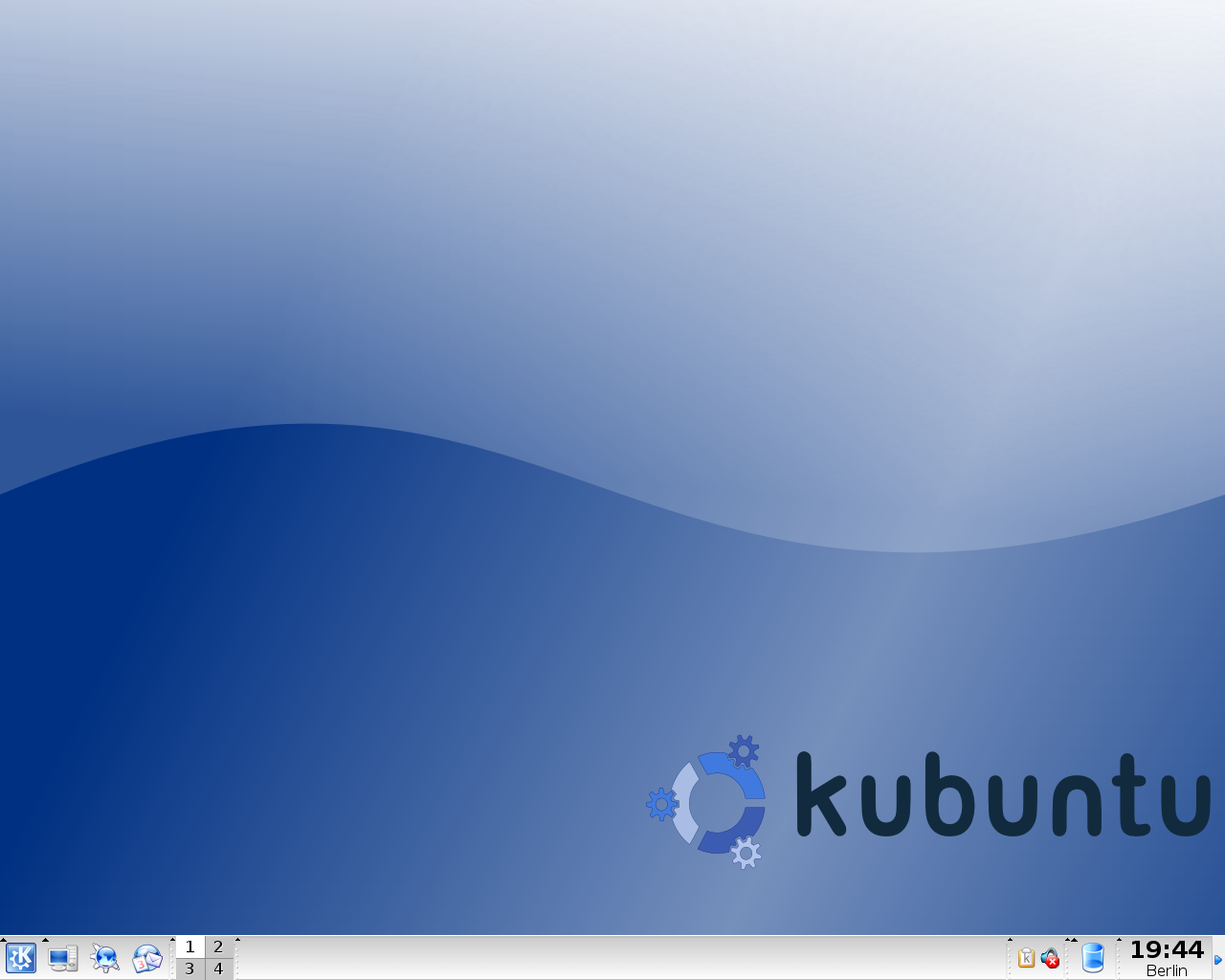
Kubuntu 5.04
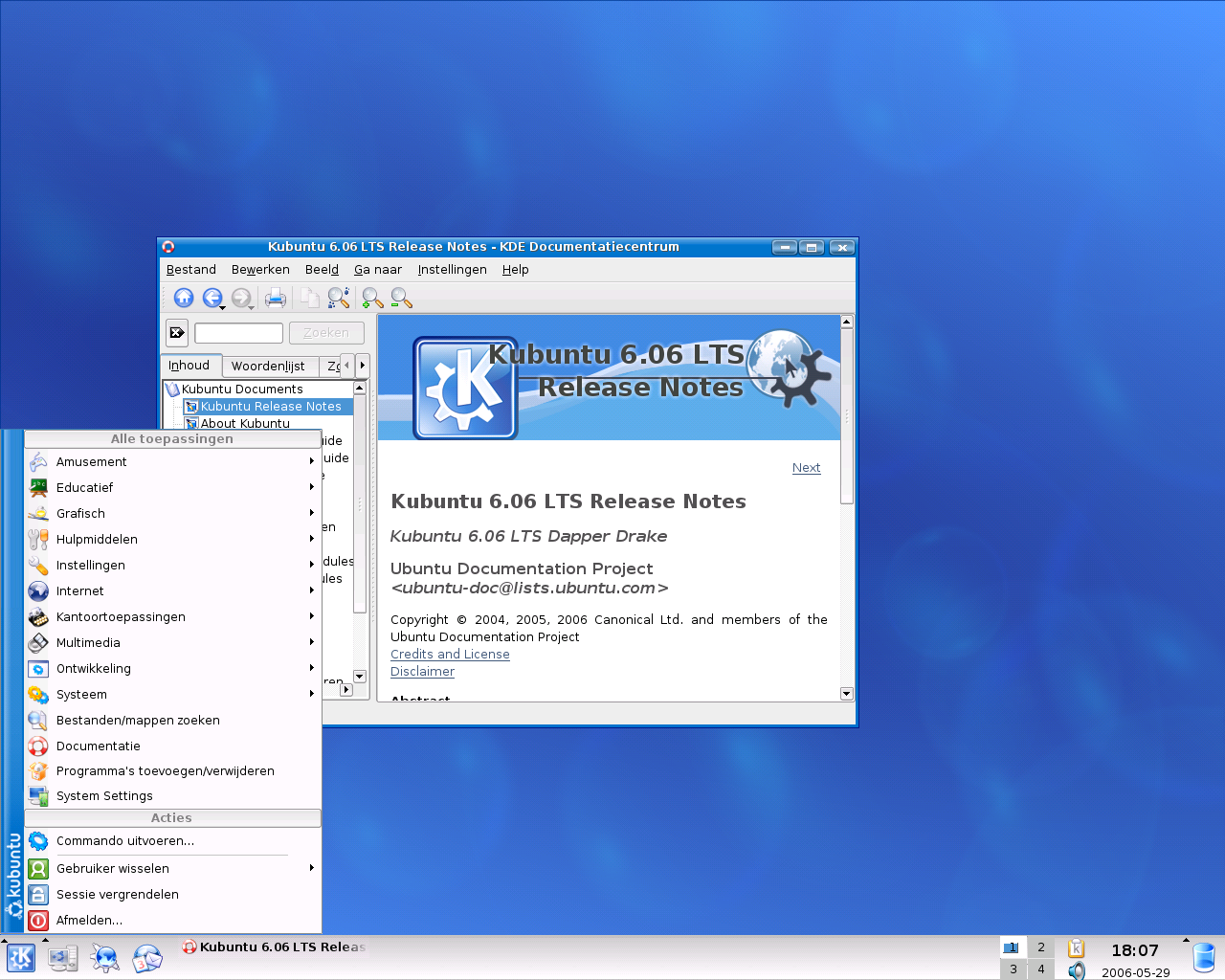
Kubuntu 6.06 LTS
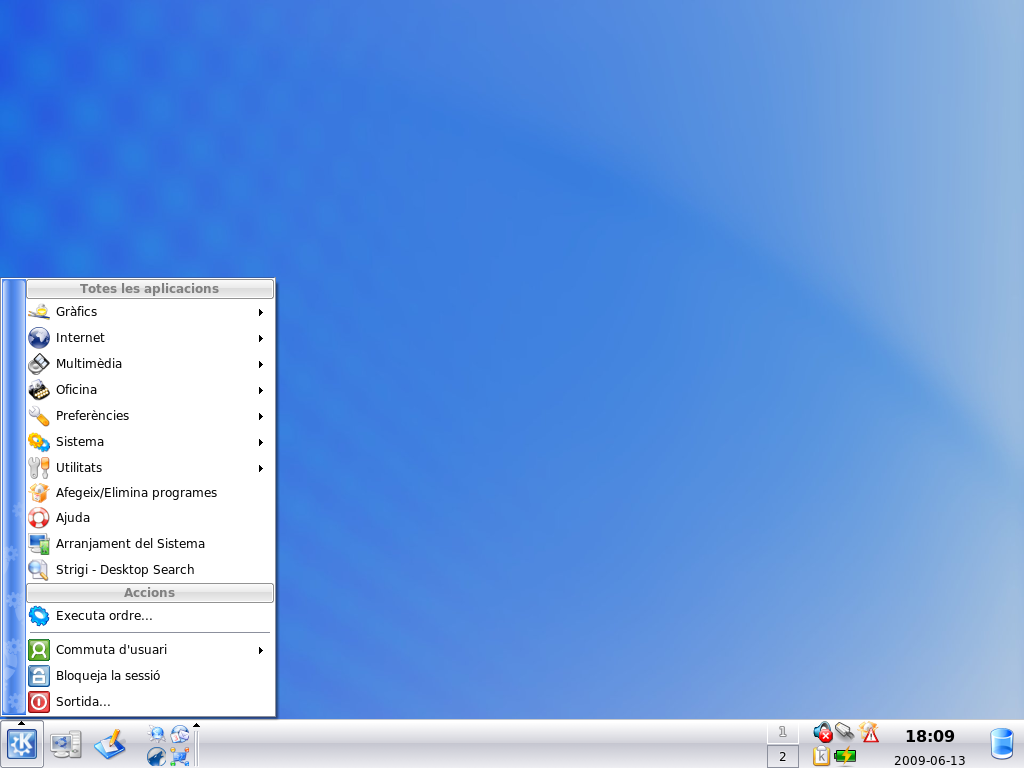
Kubuntu 8.04 (ca)
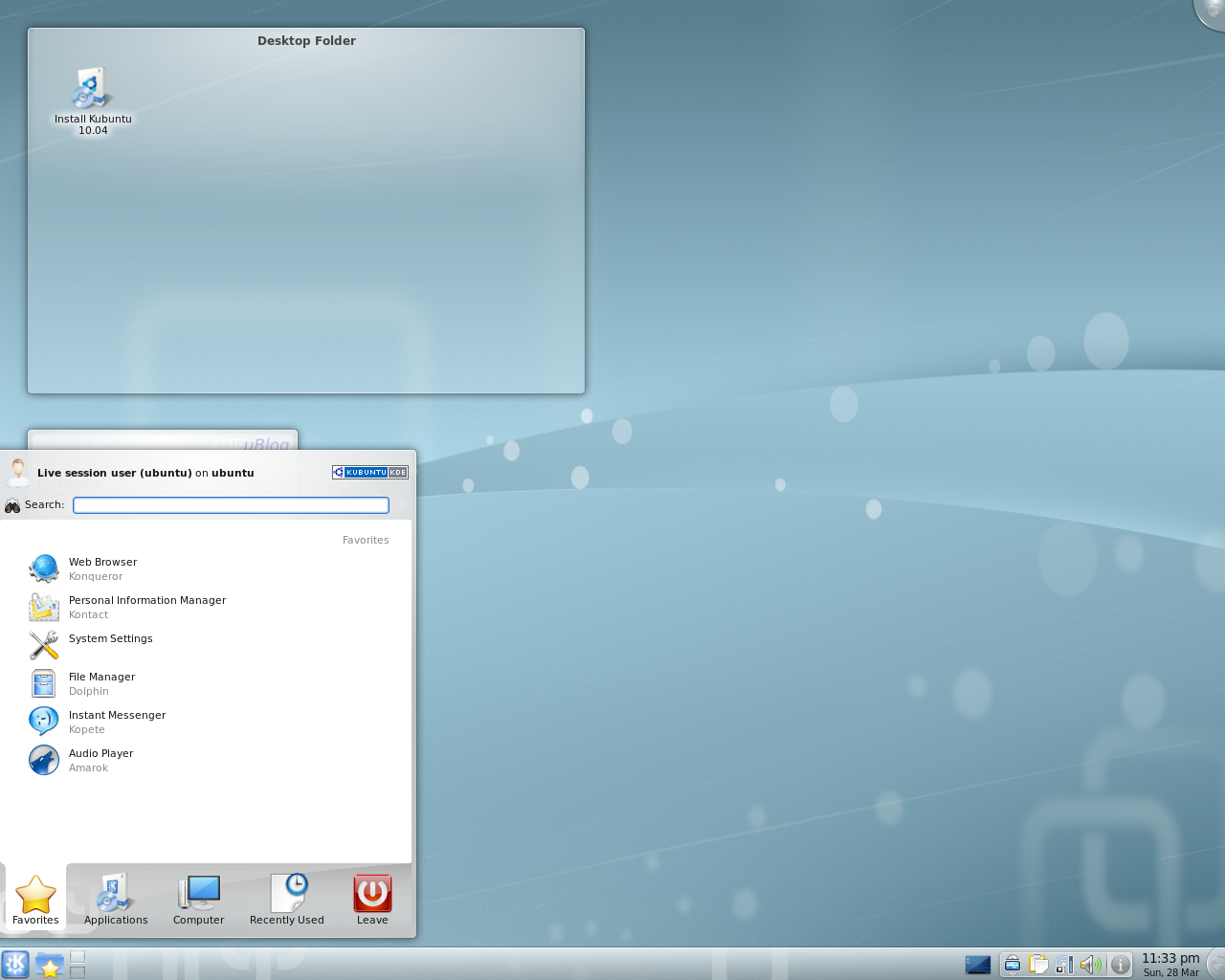
Kubuntu 10.04 LTS
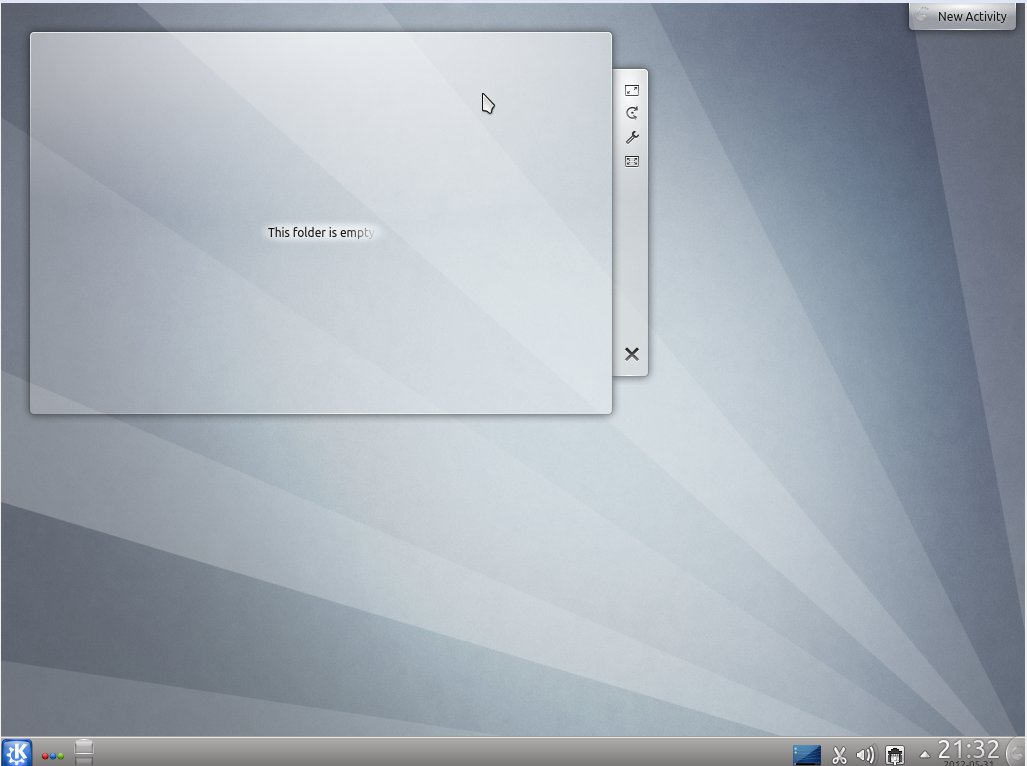
Kubuntu 12.04 LTS
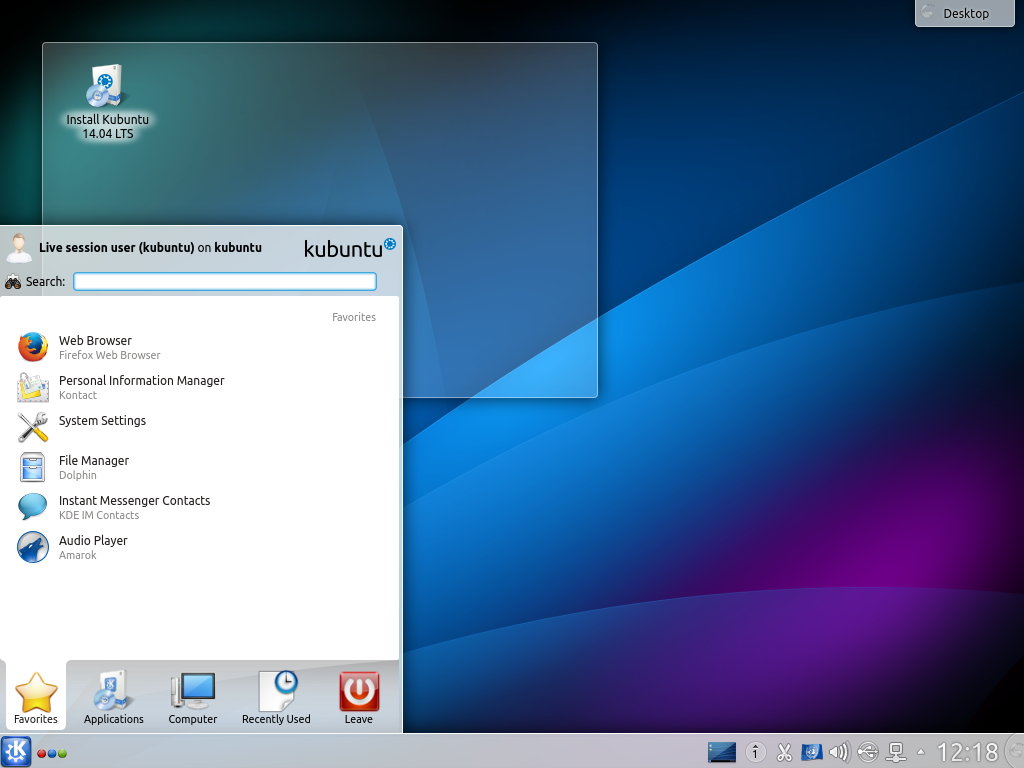
Kubuntu 14.04 LTS
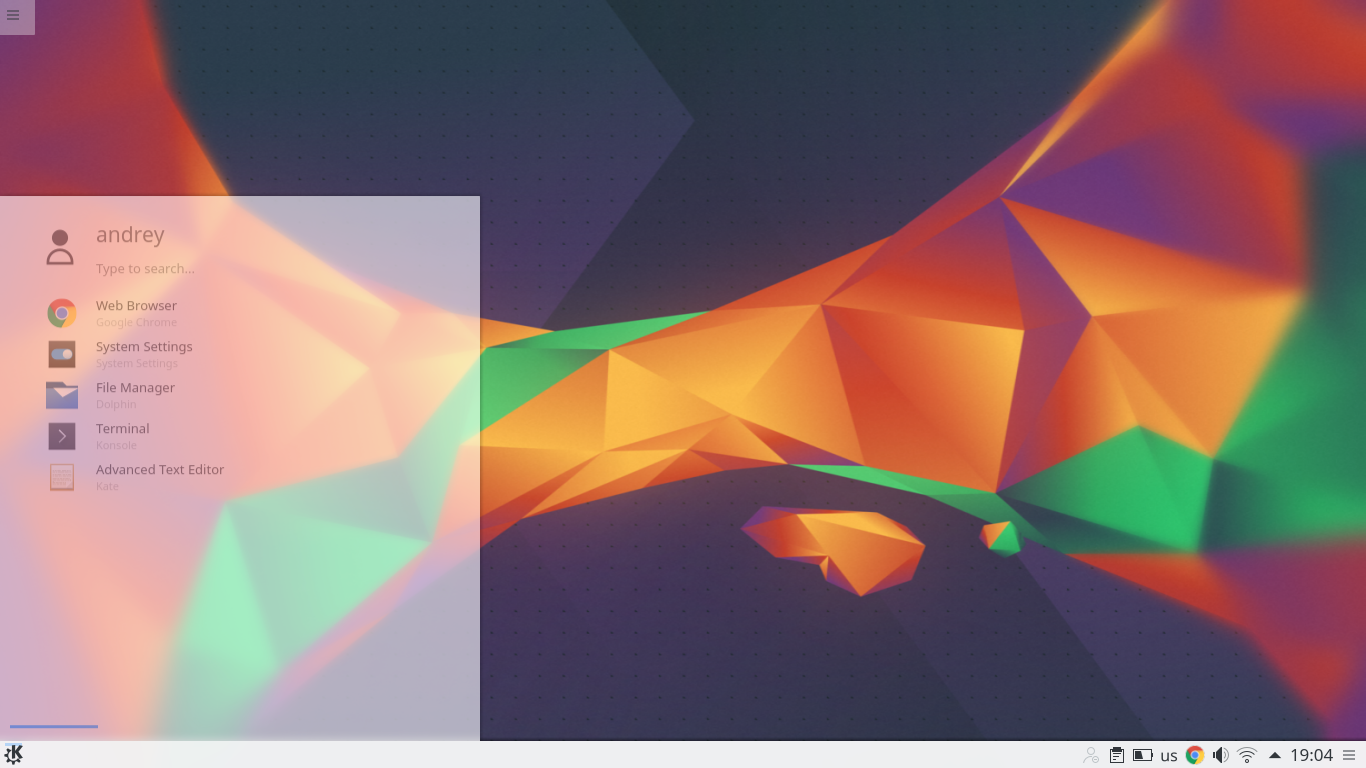
Kubuntu 16.04 LTS
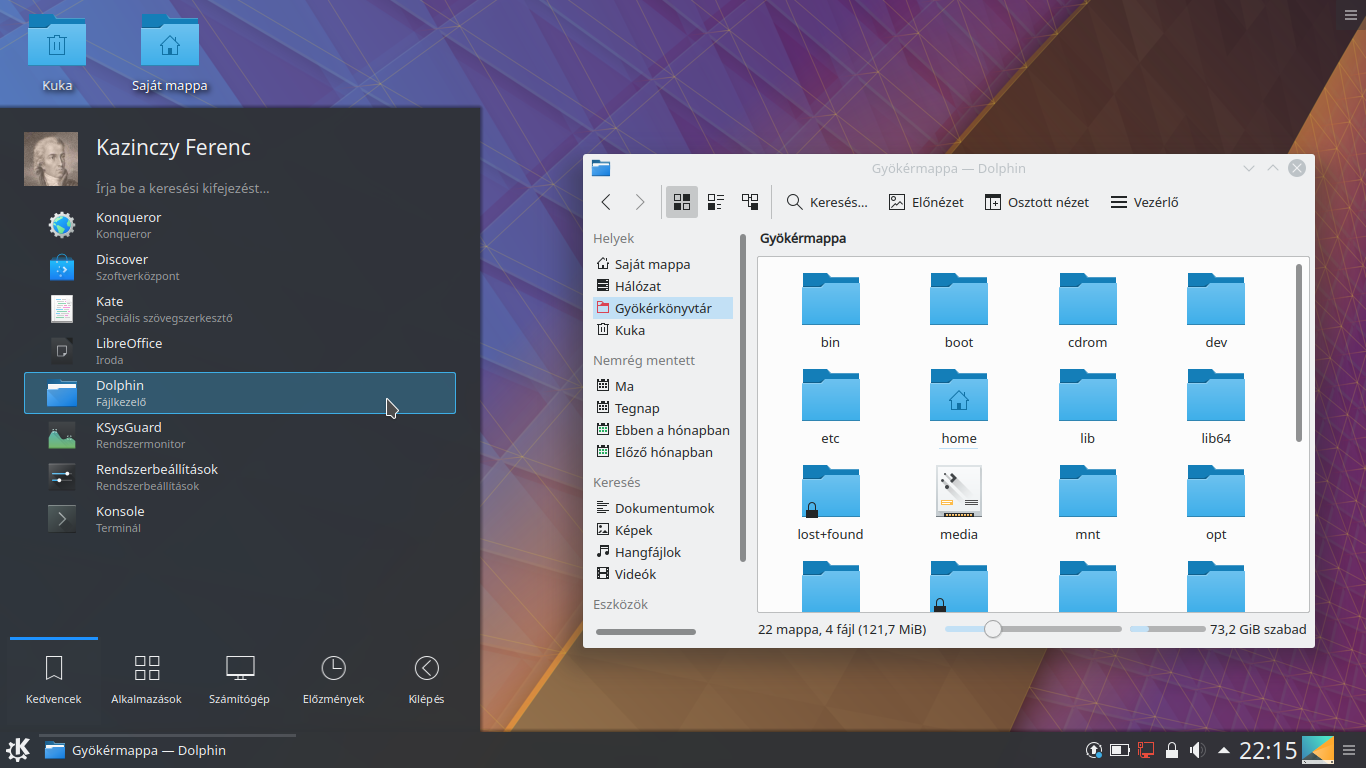
Kubuntu 18.04 LTS (hu)
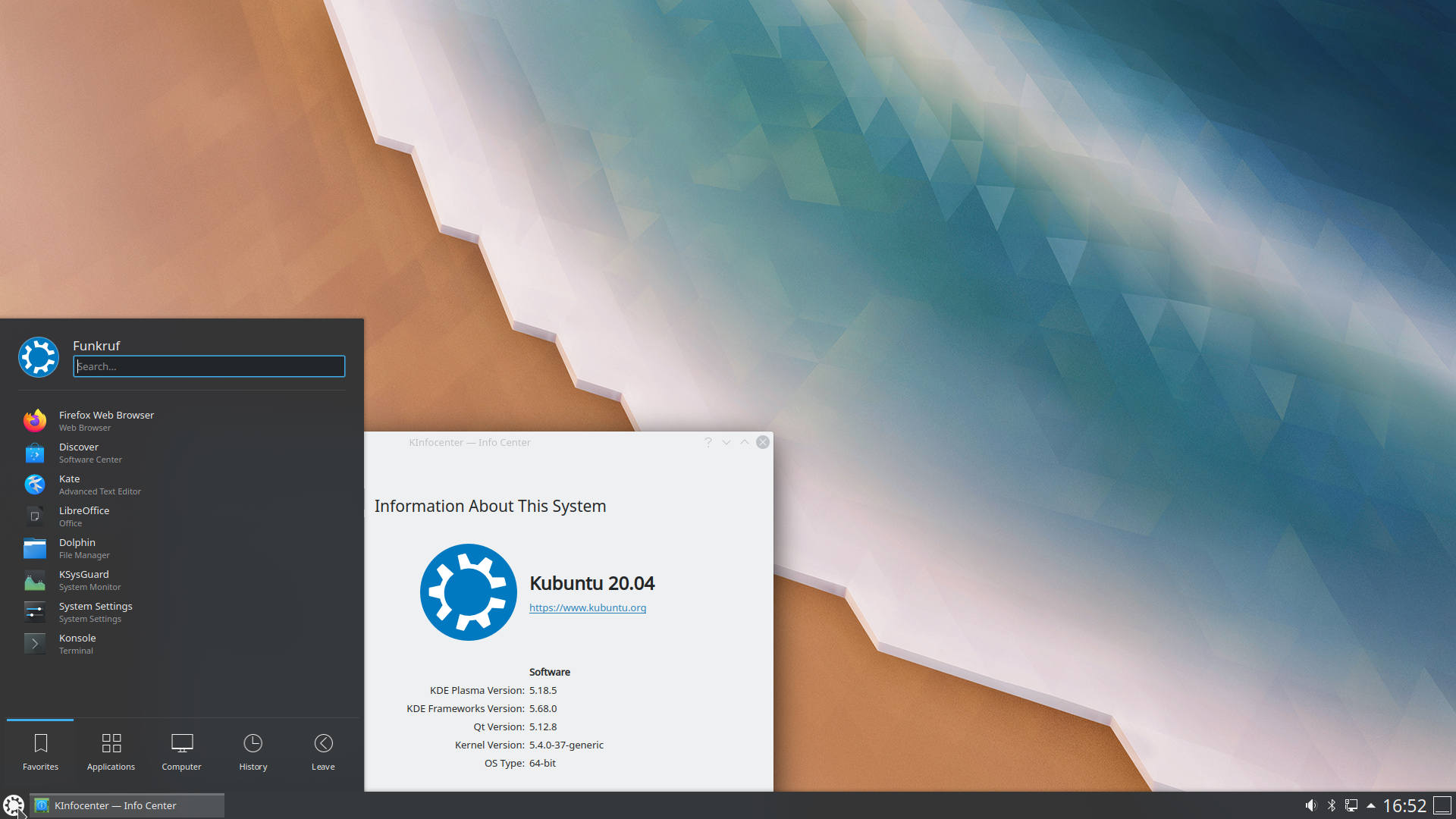
Kubuntu 20.04 LTS
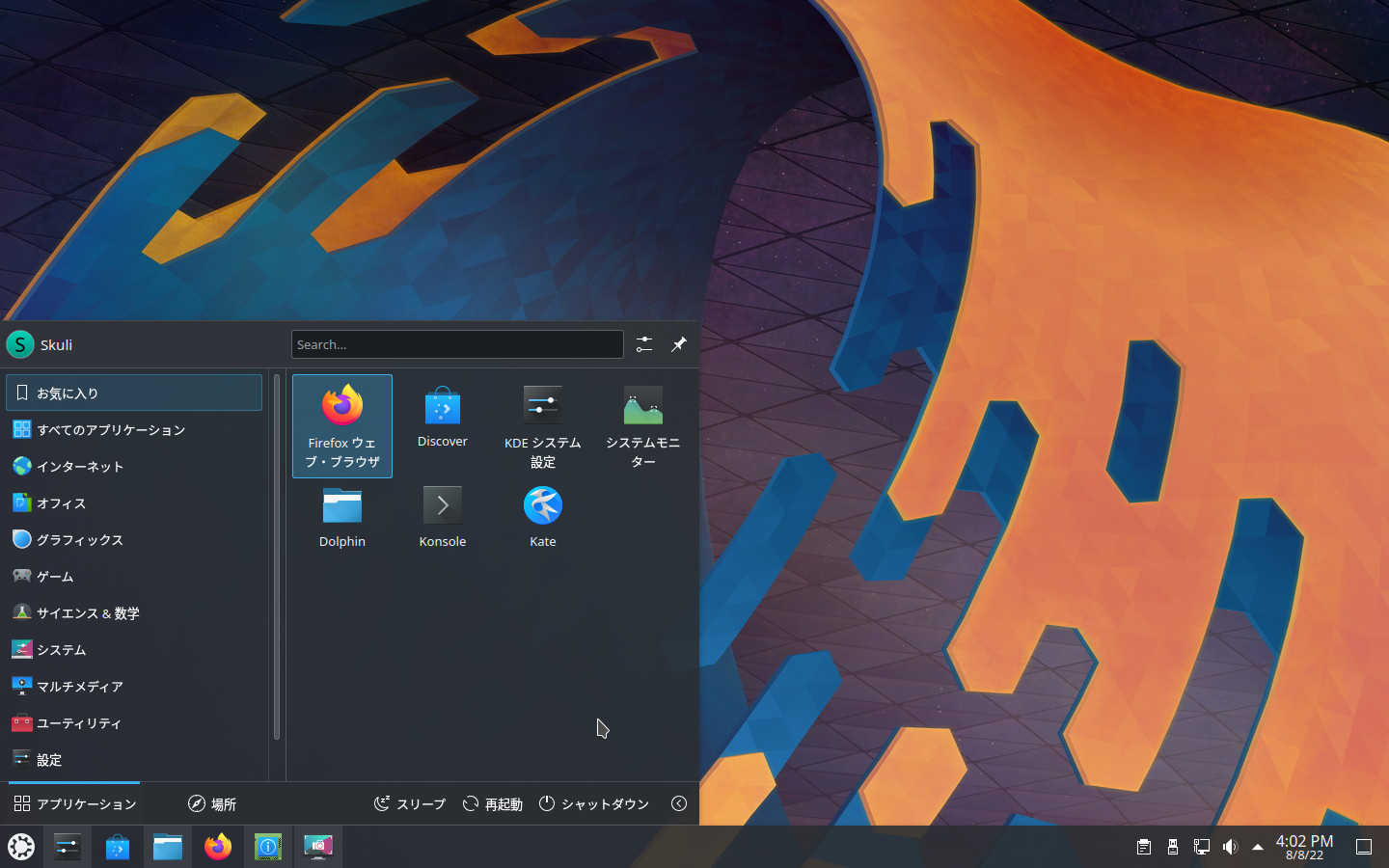
Kubuntu 22.04 LTS (ja)
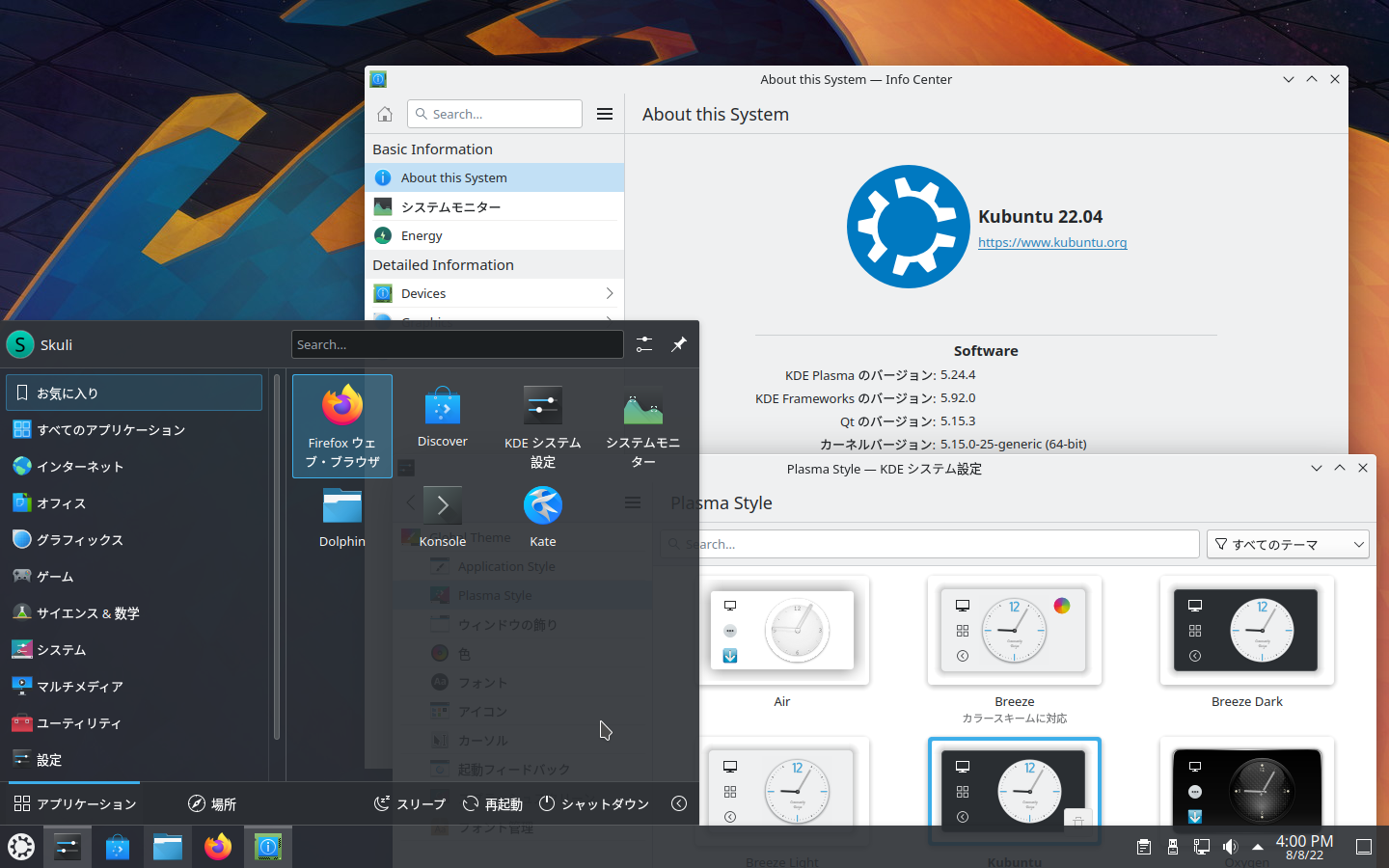
Kubuntu 22.04 LTS (ja)
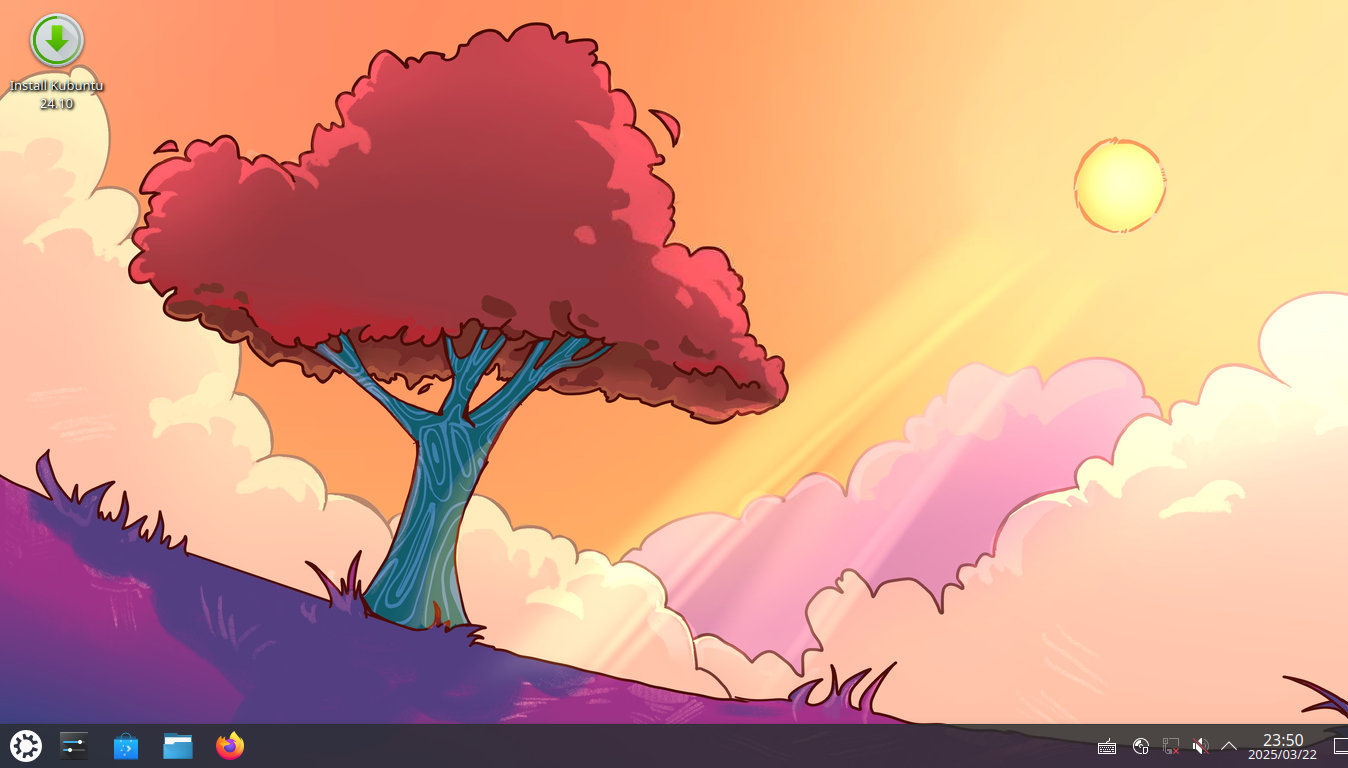
Kubuntu 24.10 (ja)